# Pabianice
Pabianice (németül Pabianitz; oroszul, cirill betűkkel: Пабьянице) város és kistérség Lengyelországban, Łódźi vajdaság-ban. 1975-1998 években közigazgatásilag Łódzi vajdasághoz tartozott.
2004. június 30-i adat szerint a város lakossága 71 313 fő.

## Fordítás
- Ez a szócikk részben vagy egészben a Pabianice című lengyel Wikipédia-szócikk ezen változatának fordításán alapul.  Az eredeti cikk szerkesztőit annak laptörténete sorolja fel. Ez a jelzés csupán a megfogalmazás eredetét és a szerzői jogokat jelzi, nem szolgál a cikkben szereplő információk forrásmegjelöléseként.